# Luca Lipani
Luca Lipani (Genova, 18 maggio 2005) è un calciatore italiano, centrocampista del Sassuolo e della nazionale Under-19 italiana, di cui è capitano.

## Biografia
È cugino di Iacopo Lipani, anch'egli centrocampista, che milita nella Virtus Entella.

## Caratteristiche tecniche
Centrocampista tecnico, può giocare come mediano o come mezzala. Uno dei suoi idoli e riferimenti è Steven Gerrard, ex centrocampista della nazionale inglese e bandiera del Liverpool.

## Carriera

### Club
Lipani è cresciuto nel settore giovanile del Genoa dove ha iniziato a giocare nel 2012. Il 13 novembre 2022 ha ricevuto la prima convocazione in prima squadra in vista dell'incontro di Serie B contro il Como ed il 25 marzo 2023 ha debuttato sostituendo Milan Badelj nei minuti finali dell'incontro vinto 3-0 contro la SPAL.
L'8 agosto 2023 è stato ceduto per circa 10 milioni di euro  al Sassuolo, con cui ha firmato un contratto fino al 2028. Ha debuttato in Serie A il 28 gennaio 2024 nell'incontro perso 1-0 contro il Monza. Complessivamente mette insieme 10 presenze alla sua prima stagione in neroverde. Ha segnato il suo primo gol tra i professionisti nella gara contro il Cosenza vinta in rimonta dal Sassuolo per 2-1. La rete è stata realizzata nell'ultima giornata del 2024 e ha regalato ai neroverdi tre punti preziosi.

### Nazionale
Nel maggio del 2023 è stato incluso da Carmine Nunziata nella lista dei convocati della nazionale Under-20 per il Mondiale di categoria in Argentina. Nel luglio successivo ha vinto l'Europeo Under-19 disputato a Malta.  Nel luglio del 2024 disputa un altro Europeo Under-19.

## Statistiche

### Presenze e reti nei club
Statistiche aggiornate al 13 maggio 2025.
| Stagione        | Squadra         | Campionato      | Campionato | Campionato | Coppe nazionali | Coppe nazionali | Coppe nazionali | Coppe continentali | Coppe continentali | Coppe continentali | Altre coppe | Altre coppe | Altre coppe | Totale | Totale | Totale |
| Stagione        | Squadra         | Comp            | Pres       | Reti       | Comp            | Pres            | Reti            | Comp               | Pres               | Reti               | Comp        | Pres        | Reti        | Pres   | Reti   |        |
| --------------- | --------------- | --------------- | ---------- | ---------- | --------------- | --------------- | --------------- | ------------------ | ------------------ | ------------------ | ----------- | ----------- | ----------- | ------ | ------ | ------ |
| 2022-2023       | Genoa           | B               | 2          | 0          | CI              | 0               | 0               | -                  | -                  | -                  | -           | -           | -           | 2      | 0      |        |
| 2023-2024       | Sassuolo        | A               | 8          | 0          | CI              | 2               | 0               | -                  | -                  | -                  | -           | -           | -           | 10     | 0      |        |
| 2024-2025       | Sassuolo        | B               | 22         | 1          | CI              | 2               | 0               | -                  | -                  | -                  | -           | -           | -           | 24     | 1      |        |
| Totale Sassuolo | Totale Sassuolo | Totale Sassuolo | 30         | 1          |                 | 4               | 0               |                    | -                  | -                  |             | -           | -           | 34     | 1      |        |
| Totale carriera | Totale carriera | Totale carriera | 32         | 1          |                 | 4               | 0               |                    | -                  | -                  |             | -           | -           | 36     | 1      |        |

| Cronologia completa delle presenze e delle reti in nazionale ― Italia under 20 | Cronologia completa delle presenze e delle reti in nazionale ― Italia under 20 | Cronologia completa delle presenze e delle reti in nazionale ― Italia under 20 | Cronologia completa delle presenze e delle reti in nazionale ― Italia under 20 | Cronologia completa delle presenze e delle reti in nazionale ― Italia under 20 | Cronologia completa delle presenze e delle reti in nazionale ― Italia under 20 | Cronologia completa delle presenze e delle reti in nazionale ― Italia under 20 | Cronologia completa delle presenze e delle reti in nazionale ― Italia under 20 |
| Data                                                                           | Città                                                                          | In casa                                                                        | Risultato                                                                      | Ospiti                                                                         | Competizione                                                                   | Reti                                                                           | Note                                                                           |
| ------------------------------------------------------------------------------ | ------------------------------------------------------------------------------ | ------------------------------------------------------------------------------ | ------------------------------------------------------------------------------ | ------------------------------------------------------------------------------ | ------------------------------------------------------------------------------ | ------------------------------------------------------------------------------ | ------------------------------------------------------------------------------ |
| 21-5-2023                                                                      | Mendoza                                                                        | Italia under 20                                                                | 3 – 2                                                                          | Brasile under 20                                                               | Mondiali Under-20 2023 - 1º turno                                              | -                                                                              | 75’                                                                            |
| 24-5-2023                                                                      | Mendoza                                                                        | Italia under 20                                                                | 0 – 2                                                                          | Nigeria under 20                                                               | Mondiali Under-20 2023 - 1º turno                                              | -                                                                              | 59’                                                                            |
| 27-5-2023                                                                      | Mendoza                                                                        | Rep. Dominicana under 20                                                       | 0 – 3                                                                          | Italia under 20                                                                | Mondiali Under-20 2023 - 1º turno                                              | -                                                                              | 46’                                                                            |
| 8-6-2023                                                                       | San Juan                                                                       | Colombia under 20                                                              | 1 – 3                                                                          | Italia under 20                                                                | Mondiali Under-20 2023 - Quarti di finale                                      | -                                                                              | 60’                                                                            |
| 11-6-2023                                                                      | La Plata                                                                       | Uruguay under 20                                                               | 1 – 0                                                                          | Italia under 20                                                                | Mondiali Under-20 2023 - Finale                                                | -                                                                              | 90’ 90+12’                                                                     |
| Totale                                                                         |                                                                                | Presenze                                                                       | 5                                                                              |                                                                                | Reti                                                                           | 0                                                                              |                                                                                |

## Palmarès

### Club

#### Competizioni nazionali
- Campionato italiano di Serie B: 1

Sassuolo: 2024-2025

### Nazionale
- Campionato d'Europa Under-19: 1

Malta 2023